# Rūyẕāt-e Soflá
Rūyẕāt-e Soflá (persiska: رویضات سفلی, Rūyẕāt-e Pā’īn) är en ort i Iran.   Den ligger i provinsen Khuzestan, i den centrala delen av landet, 600 km söder om huvudstaden Teheran. Rūyẕāt-e Soflá ligger 19 meter över havet och antalet invånare är 203.
Terrängen runt Rūyẕāt-e Soflá är mycket platt. Runt Rūyẕāt-e Soflá är det ganska tätbefolkat, med 58 invånare per kvadratkilometer. Närmaste större samhälle är Rāmshīr, 10,3 km öster om Rūyẕāt-e Soflá. Omgivningarna runt Rūyẕāt-e Soflá är i huvudsak ett öppet busklandskap.